# Gajnik lśniący
Gajnik lśniący (Hylocomium splendens (Hedw.) Schimp.) – gatunek mchu należący do rodziny gajnikowatych (Hylocomiaceae M. Fleisch.). W Polsce gatunek pospolity.

## Rozmieszczenie geograficzne
Występuje pospolicie w całej Europie (w tym także na Islandii, Wyspach Owczych, na Kaukazie), w Azji (Tybet, Ałtaj, Syberia, Chiny, Japonia), w Maroku, w Ameryce Północnej i Nowej Zelandii.
W Polsce pospolity na całym obszarze, w Tatrach do wysokości 2400 m n.p.m.

## Morfologia
PokrójGatunek tworzy charakterystyczne lśniące darnie z wyraźną piętrową (warstwową) budową, która powstaje w wyniku pierzastego podwójnego lub potrójnego rozdzielania się łodyg.
Budowa gametofituRośliny są wzniesione, barwy żółto-zielonej. Liście wydłużone w pokroju jajowate z ostrym, zwężającym się szczytem; na brzegach piłkowane. Żebro podwójne.
Budowa sporofituPuszka krótka, zgięta.

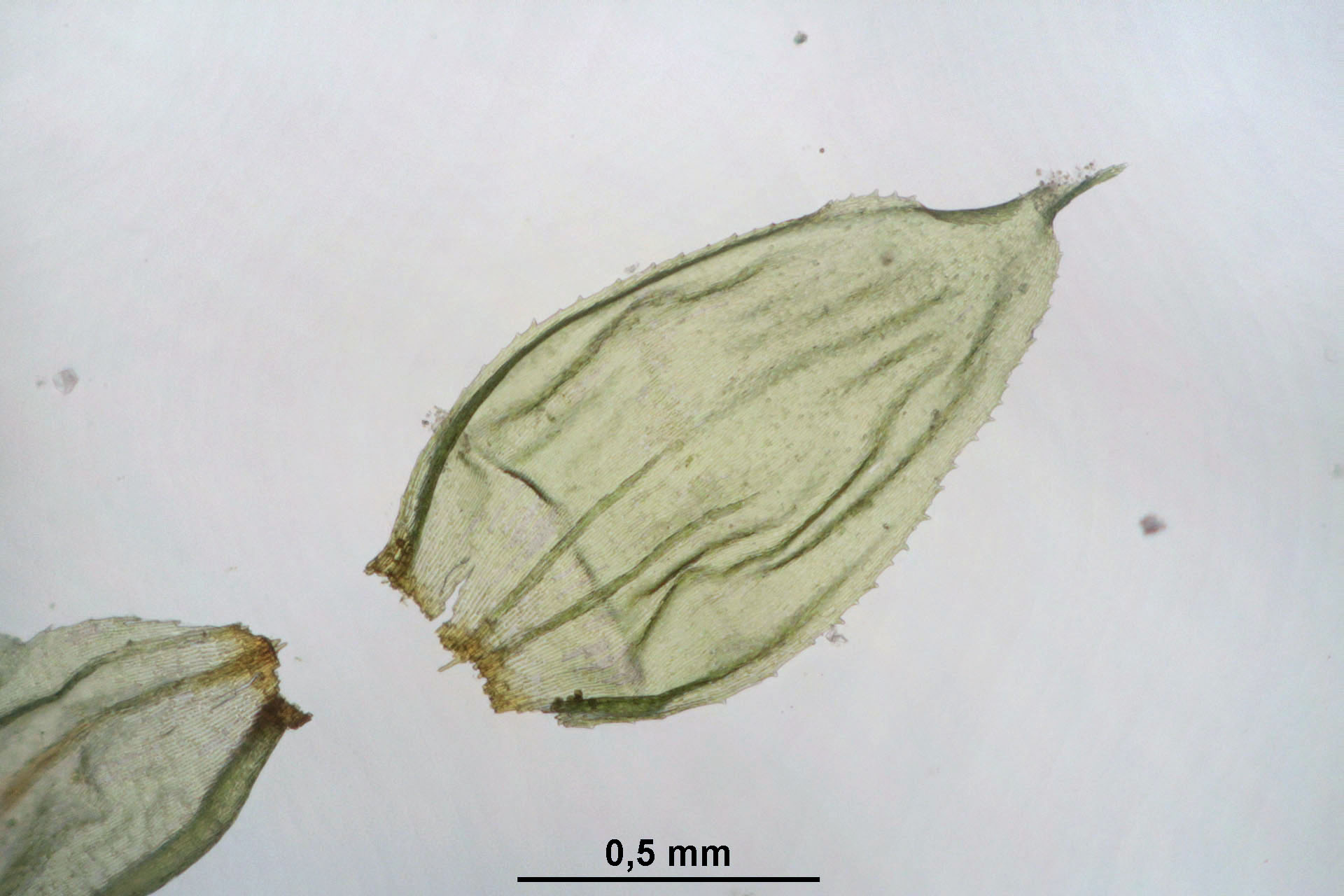
Listek gametofitu
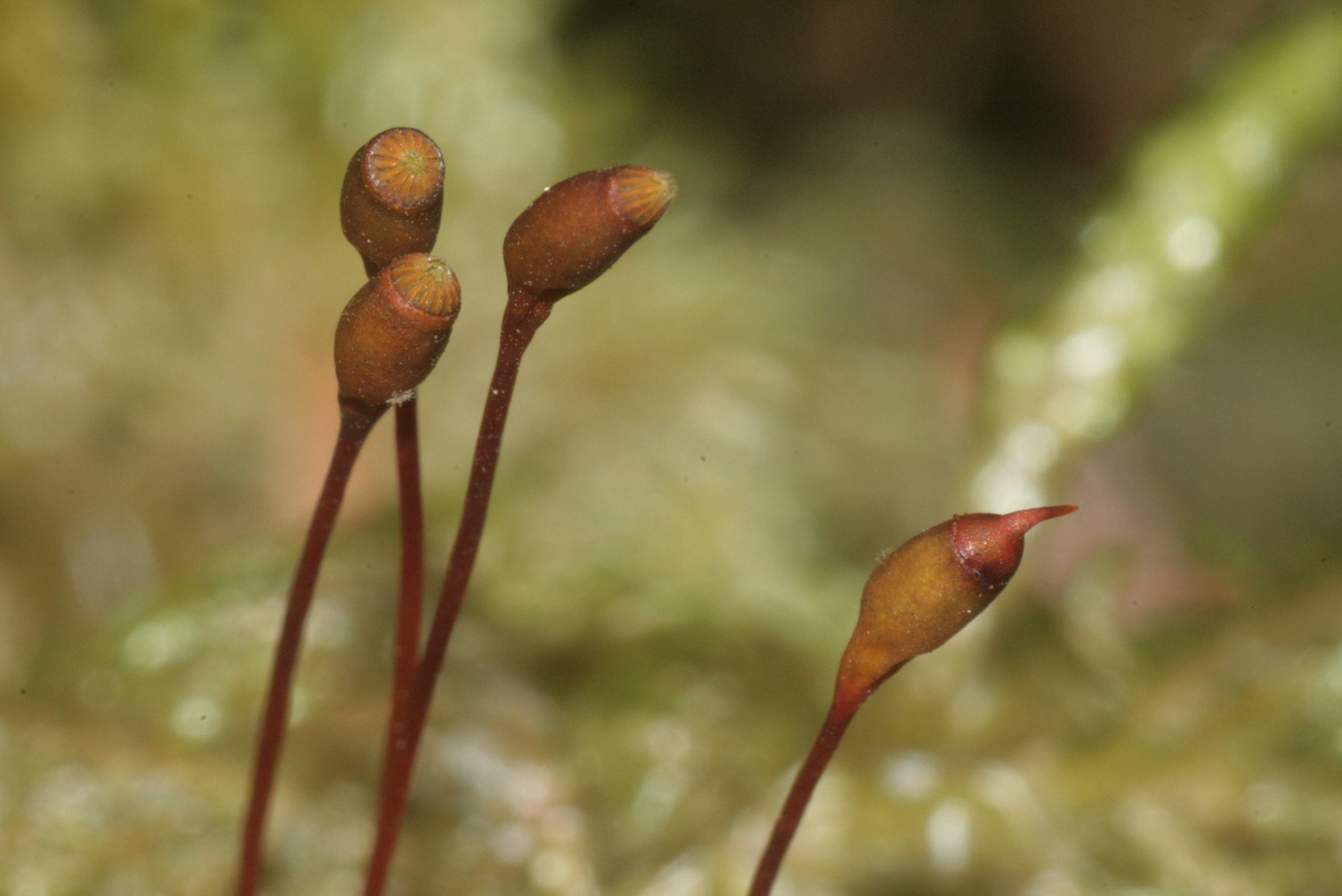
Puszki
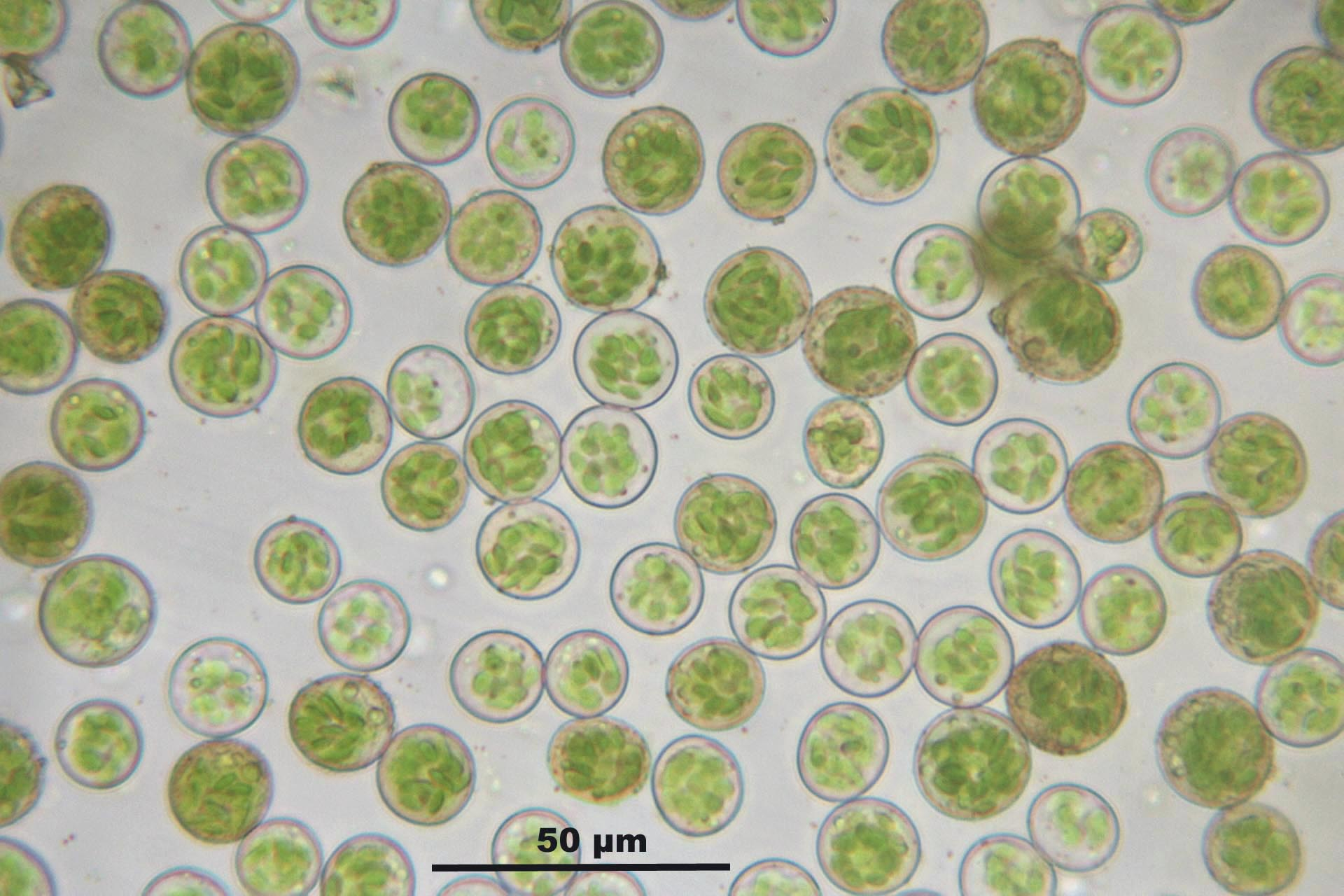
Zarodniki

## Ekologia
Gatunek naziemny, pospolity w całej Polsce, zwłaszcza na niżu w borach iglastych i mieszanych.
Występuje również w piętrze regla górnego w borach świerkowych Karpat i Sudetów.
Preferuje gleby ubogie w składniki mineralne, o odczynie kwaśnym i słabo kwaśnym.

## Ochrona
Roślina objęta częściową ochroną gatunkową w Polsce na podstawie Rozporządzenia Ministra Środowiska z dnia 9 października 2014 r. w sprawie ochrony gatunkowej roślin.